# شب‌های صالحیه
شب‌های صالحیه (به عربی: لیالی الصالحیة) عنوان مجموعه تلویزیونی ساخت کشور سوریه در سال ۲۰۰۴ میلادی است که از شبکه آی‌فیلم در سال ۱۳۹۱ خورشیدی پخش شد.

## خلاصه
پسرعموی "استاد عمر" (بسام کوسا) از زندان آزاد می‌شود و ادعا می‌کند پدرش قبل از مرگ کوزه‌ای را به امانت نزد عمر (عباس النوری) گذاشته است....

## بازیگران
- عباس النوری
- کاریس بشار
- بسام کوسا

## صداپیشگان
- سعید شیخ‌زاده
- شایان شام‌بیاتی
- حمید منوچهری
- زویا خلیل‌آذر
- تورج مهرزادیان
- نازنین یاری
- محمدعلی جان‌پناه
- بیژن علی‌محمدی
- آرزو روشناس
- شراره حضرتی
- صنم نکو اقبال
- خشایار شمشیرگران
- علی عابدی
- حسین سرآبادانی
- مینا شجاع[۳]